# آنی بورکینک
آنی بورکینک (انگلیسی: Annie Borckink؛ زادهٔ ۱۷ اکتبر ۱۹۵۱) اسکیت‌باز سرعت اهل هلند بود.